# Airborne Tactical Advantage Company
La Airborne Tactical Advantage Company, o ATAC, è una compagnia militare privata con sede a Newport News in Virginia, e base operativa principale presso la Naval Air Station Point Mugu in California. Negli ultimi 20 anni, l'ATAC ha addestrato equipaggi aerei di US Navy, Marines, USAF e US Army in missioni antinave, aria-aria, aria-terra. L'ATAC è l'unica organizzazione civile autorizzata ad addestrare l'elite della Fighter Weapons School della US Navy, conosciuta anche come "TOPGUN", ed è l'unica organizzazione civile omologata per l'addestramento con gli F-22 Raptor dell'USAF. Dal 2016, l'ATAC è stata acquistata dalla Textron di cui è una società sussidiaria.

## Aeromobili in uso
| Aeromobile             | Origine     | Tipo                                                         | Versione (denominazione locale) | In servizio (2021) | Note | Immagine |
| Aerei da combattimento |             |                                                              |                                 |                    | |          |
| Dassault Mirage F1     | Francia     | cacciabombardiere aereo da ricognizioneconversione operativa | F-1CT F-1CRF-1B                 | 376                | 63 esemplari (38 tra Mirage F1CT e Mirage F1CR e 7 Mirage F1B) ex Armée de l'air, 45 dei quali sono stati aggiornati e verranno utilizzati nel ruolo DACT (Dissimilar air combat training) mentre gli aerei non aggiornati saranno utilizzati come fonti di parti di ricambio. Insieme agli aerei sono stati consegnati 150 motori e migliaia di pezzi di ricambio. Un biposto Mirage F1B ha avuto un incidente il 26 febbraio 2021. Un Mirage F1CT è precipitato il 10 febbraio 2022. |          |
| IAI F-21 Kfir          | Israele     | cacciabombardiere                                            | F-21A                           | 6                  | |          |
| Aero L-39 Albatros     | Rep. Ceca   | aereo da addestramento aereo da attacco leggero              | L-39ZA                          | 2                  | 4 L-39ZA ex Forțele Aeriene Române consegnati. |          |
| Hawker Hunter          | Regno Unito | aereo da cacciaconversione operativa                         | Hunter F.58Hunter Mk.68         | 10                 | 16 tra Hunter F.58 e Hunter Mk.68 ex Schweizer Luftwaffe consegnati. |          |

## Aeromobili ritirati
- McDonnell Douglas A-4N Skyhawk
- Saab F-35 Draken